# Hofmarschall
L' Hofmarschall (plurale: Hofmarschälle, detto anche maresciallo di corte) era l'ufficiale amministrativo incaricato in una corte principesca tedesca di supervisionare gli affari economici del principe.
I compiti dell'Hofmarschall includevano l'organizzazione dei ricevimenti del sovrano, le visite all'estero e le visite di stato, supervisionando quindi gli affari di corte. Si occupava altresì del mantenimento delle residenze, del provvedere cibo e bevande al tavolo dei sovrani, era il responsabile delle cucine e delle cantine. Nelle corti più grandi l'incarico di Hofmarschall poteva essere capeggiato da un Oberhofmarschall, solitamente supportato da un Hofmarschall e da un Hausmarschall.
La carica era presente anche alla corte del regno di Boemia e delle terre ereditarie della corona asburgica.

## L'Hofmarschallnel Sacro Romano Impero
Uno degli usi più frequenti della carica dell'Hofmarschall era alla corte imperiale del Sacro Romano Impero col titolo di kaiserlicher Obersthofmarschall (maresciallo di corte imperiale). L'incarico venne mantenuto anche dopo la fine del Sacro Romano Impero e integrato nelle medesime funzioni nell'Impero austriaco e nell'Impero austro-ungarico.
- 1527–1528 Wolfgang Volckhra
- 1539–1541 Melchior zu Lamberg
- 1544 Balthasar von Presingen
- 1544–1565 Johann III zu Trautsonu[3]
- 1559–1563 (?) Leonhard zu Harrach
- 1563 (?) Georg Gienger
- Ludwig Ungnad von Sonneck (?)
- 1576–1580 (?) Otto Henrich von Schwarzenberg
- 1581–1600 Paul Sixtus von Trausonu
- 1600–1606 (30. 7.) Jakub zu Breuneru
- 1606 (1. 9.) – 1612 (20. 1. ?) Ernst von Mollart
- 1612 (1. 8.) – 1626 Wolfgang Sigmund von Losenstein
- 1626 (?) – 1631 Georg Ludwig von Schwarzenberg
- 1631 (4. 8.) – 1637 (15. 2.) Leonard VII zu Harrach
- 1653 (1637[4]) – 1671 (21. 6.1672[4]) Heinrich Wilhelm von Starhemberg
- 1671 – 1674 Ferdinand Bonaventura I von Harrach[4]
- 1674 (6. 8.) – 1676 (29. 12. 1678[4]) Franz Eusebius von Pötting (1627–1678)[5]
- 1676 (4. 1. 1679[4]) – 1683 (20. 4.) Albrecht VII von Sinzendorf
- 1683 (20. 4.) – 1684 (13. 8.) Franz Augustin von Waldstein
- 1684 (8. 2. 1685[4]) – 1692 (12. 10.) Ferdinando Guglielmo Eusebio di Schwarzenberg
- 1692 (23. 10.) – 1694 (10. 2.) Gottlieb Amadeus Windischgrätz (13. 3. 1630 Řezno – 25. 12. 1695 Vídeň)
- 1694 (12. 4.) – 1701 (5. 9.) Heinrich Franz von Mansfeld
- 1701–1704[6] Georg Adam von Martinitz
- 1704 (19. 6. 1705[6]) – 1708 (21. 10.) Karl Ernst von Waldstein
- 1708 (21. 10.) – 1711 Maximilian Guido von Martinitz
- 1711 (4. 11.) – 1722 (15. 4.) Adamo Francesco Carlo di Schwarzenberg
- 1722 (25. 5.) – 1726 (5. 11. 1724[6]) Johann Caspar II Cobenzl
- 1726 (24. 1. – 2. 2.) Girolamo di Colloredo-Waldsee
- 1726 (29. 8.) – 1729 (12. 4.) Johann Baptist von Colloredo
- 1729 (29. 4.) – 1735 (6. 1.) Adolf Bernard von Martinitz
- 1735 (19. 11.) – 1742 (19. 11.) Heinrich Joseph von Auersperg
- 1742 (19. 11.) – 1745 (26. 9.) Johann Joseph von Khevenhüller-Metsch
- 1745 (15. 10.) – 1754 (1749[6]) Carlo Massimiliano di Dietrichstein[7]
- 1754–1763 Giuseppe I di Schwarzenberg
- 1763–1764 Maxmilián Guidobald Cavriani
- 1763–1776 Karl Maria Saurau
- 1776–1789 Eugen Wenzel von Wrbna und Freudenthal
- 1789–1797 Ernst Christoph von Kaunitz-Rietberg
- 1797 Johann Franz von Khevenhüller-Metsch
- 1798–1811 Anton Gotthard von Schaffgotsch
- 1811–1819 Johann Joseph Wilczek
- 1819–1826 Philipp Karl von Oettingen-Wallerstein
- 1826–1828 Joachim Egon von Fürstenberg
- 1828–1834 Rudolph Joseph von Colloredo-Mansfeld
- 1834–1846 Peter Goëss
- 1846–1856 Friedrich Karl von Fürstenberg
- 1856–1871 Franz von Kuefstein
- 1871–1884 Johann von Larisch-Mönnich
- 1884–1896 Antal Franz Szécsen von Temerin
- 1896–1911 Adalbert Cziráky
- 1911–1918 August Zichy

## Hofmarschalldel Regno di Boemia
- 1348 Těma zu Koldice
- 1355–1356 Busek II zu Velhartice
- 1360 Giovanni il Bianco di Lussemburgo
- 1369 Bohuslav
- 1380–1399 Jan Čuch di Zásada na Lobkovice
- 1408–1411 Valentin zu Chodè
- 1416–1417 Slavibor Vrš zu Modřejovice
- 1418 Kolmann
- 1418 Pecmen
- 1418 Jindřich Žakavec da Lažany
- 1453–1461 Borita II da Martinice a Smečná
- 1461 Jackob zu Kochanov
- 1468–1471 Mikuláš Svitáček zu Landštejn
- 1474–1479 Jan von Rýzmberk zu Rabí
- 1479–1486 Kryštof Oppl zu Fictum und Nové Šumburek († gennaio 1486)
- 1485 Jan di Roupov
- 1491–1504 Václav Čéč di Nemyčevsi
- 1512–1513 (20 agosto) Mikuláš Žďárský da Žďár († 20 agosto 1513)
- 1516–1522 Hynek Bořita zu Martinice
- 1527–1530 Hanuš Pluh zu Rabštejn a Bečov
- 1535 Petr Rašín zu Rýzmberk
- 1542–1571 Ladislao II Popel zu Lobkowicz na Chlumec unad Jistebnica (1501 – 18 dicembre 1584 Praga - Malá Strana)
- 1571–1586 Jaroslav I Smiřický zu Smiřice na Černý Kostelec (1513 – 18 novembre 1597)
- 1589–1597 Václav Berka zu Dubá na Rychenburka
- 1600–1604 Vilém Slavata z Chlumu a Košumberka (1.12.1572 Čestín - 19.1.1652 Vienna)
- 1605-1607 Adam von Waldstein (1569/1570–1638)
- 1609–1623 Jaroslav Bořita z Martinic (6 gennaio 1582 – 21 novembre 1649 Praga)
- 1625 – 1637 Vilém Vratislav z Mitrovic († 19.1.1637)
- 1637 Rudolph von Waldstein
- 1640 - 1648 Franz Karl Matyáš von Šternberk (26 settembre 1612 - 9 agosto 1648 Praga)
- 1648 - 1653 Florian Dietrich von Žďár († 17.5.1653)
- 1672 - 1708 Wenzel Vojtěch von Šternberk (1643 - 25 gennaio 1708 Praga)

## Hofmarschalldelle terre ereditarie della corona asburgica

### Alta Austria
Nel 1625 gli Eggenberg ottennero la carica di maresciallo ereditario dell'Alta Austria. Dal 1717 la carica ereditaria fu ricoperta dalla famiglia Starhemberg che la mantenne sino al 1848.
- 1625–1634 Giovanni Ulrico di Eggenberg (1568 Hradec – 18 ottobre 1634 Lubiana)
- 1634–1649 Giovanni Antonio I di Eggenberg (Vienna 5/2/1610 – Lubiana 12/2/1649)
- 1649-1710 Giovanni Cristiano I di Eggenberg (Praga, 7 settembre 1641 – Praga, 14 dicembre 1710)
- 1710–1713 Giovanni Sigifredo di Eggenberg (13/8/1644 – 5/11/1713 Hradec)
- 1713-1716 Giovanni Antonio II di Eggenberg (1669-1716)
- 1716-1717 Giovanni Cristiano II di Eggenberg (10 marzo 1704 – 23 febbraio 1717)
- 1717–1745 Gundakar Thomas von Starhemberg (Vienna 14/12/1663 – Praga 6/6/1745)

### Bassa Austria
Nel 1625 gli Eggenberg ottennero la carica di maresciallo ereditario della Bassa Austria. Dal 1717 la carica ereditaria fu ricoperta dalla famiglia Starhemberg che la mantennero sino al 1848.
- 1625–1634 Giovanni Ulrico di Eggenberg (1568 Hradec – 18 ottobre 1634 Lubiana)
- 1634–1649 Giovanni Antonio I di Eggenberg (Vienna 5/2/1610 – Lubiana 12/2/1649)
- 1649-1710 Giovanni Cristiano I di Eggenberg (Praga, 7 settembre 1641 – Praga, 14 dicembre 1710)
- 1710–1713 Giovanni Sigifredo di Eggenberg (13.8.1644 – 5.11.1713 Hradec)
- 1713-1716 Giovanni Antonio II di Eggenberg (1669-1716)
- 1716-1717 Giovanni Cristiano II di Eggenberg (10 marzo 1704 – 23 febbraio 1717)
- 1717–1745 Gundakar Thomas von Starhemberg (Vienna 14.12.1663 – Praga 6.6.1745)

### Stiria
La carica non venne più concessa dopo il 1848.

### Carinzia
Nel 1639 i baroni e conti von Wagensperg ottennero la carica di maresciallo ereditario della Carinzia, mantenendola sino al 1848.
- 1639-1640 Johann Sigmund Wagen von Wagensperg
- 1640-1679 Johann Rudolf von Wagensperg
- 1679-1693 Johann Balthasar von Wagensperg
- 1693-1725 John Hannibal von Wagensperg
- 1725-1773 Adolf Maria von Wagensperg
- 1773-1812 Johann Nepomuk Baptist Von Wagensperg
- 1812-1829 Sigmund von Wagensperg
- 1829-1848 Sigmund von Wagensperg

### Carniola
Nel 1463 gli Auesperg ottennero la carica di maresciallo ereditario della Carniola, mantenendola sino al 1848.
- ?-? Dietrich II von Auersperg
- ?-1677 Giovanni Weikhard di Auersperg
- 1677-1707 Giovanni Ferdinando di Auersperg
- 1707-1713 Francesco Carlo di Auersperg
- 1713-1783 Enrico Giuseppe di Auersperg
- 1783-1800 Carlo Giuseppe di Auersperg
- 1800-1815 Guglielmo I di Auersperg
- 1815-1827 Guglielmo II di Auersperg
- 1827-1848 Carlo di Auersperg

### Tirolo
Gli Auesperg ottennero la carica di maresciallo ereditario del Tirolo, mantenendola sino al 1848.
- 1531-1531 Giovanni II da Trautson († 15.2.1531)
- 1531–? Giovanni III da Trautson (intorno al 1507 – 29 dicembre 1589 Praga)
- ?-1590/1597 Baldassarre II da Trautson († tra il 19.5.1590 e il 21.7.1597 Rovereto)
- 1590/1597-1621 Paul Sixtus von Trautson (c.1550-1621)
- 1621-1663 Johann Franz von Trautson (1609–1663)
- 1663–1724 Johann Leopold von Trautson (2/5/1659 Vienna – 28/10/1724 Sankt Pölten)
- 1724-1775 Johann Wilhelm von Trautson (5/1/1700 Vienna – 3/10/1775 Vienna)

### Gorizia e Gradisca
Sino al 1848 la carica di maresciallo ereditario di Gorizia e Gradisca venne ricoperta dai membri della famiglia Thurn und Valsassina.
- ?-1732 Johann Sigmund von Thurn und Valsassina (1687-1732)
- 1732-1766 Franz von Thurn und Valsassina (1718-1766)
- 1766-1790 Franz Xaver von Thurn und Valsassina (1748-1790)
- 1790-1848 Georg von Thurn und Valsassina (1788-1866)